# Melampsora medusae
Melampsora medusae Thüm. – gatunek grzybów z rzędu rdzowców (Pucciniales). U topoli wraz z Melampsora allii-populina, Melampsora laricis-populina, Melampsora populnea i jeszcze innymi gatunkami rodzaju Melampsora wywołuje chorobę o nazwie rdza topoli. 

## Systematyka i nazewnictwo
Pozycja w klasyfikacji według Index Fungorum: Melampsora, Melampsoraceae, Pucciniales, Incertae sedis, Pucciniomycetes, Pucciniomycotina, Basidiomycota, Fungi.
Synonimy:
- Melampsora albertensis Arthur 1906
- Melampsora populina subsp. medusae (Thüm.) Sacc. 1888
- Uredo albertensis (Arthur) Arthur 1907
- Uredo medusae (Thüm.) Arthur, 1906

## Morfologia
Objawy porażenia topoli przez różne gatunki Melampsora są bardzo podobne i nie mogą być wystarczające do rozróżnienia gatunków. Dla identyfikacji Melampsora medusae niezbędne jest zastosowanie jednej z poniższych metod:
- Identyfikacja mikroskopowa. M. medusae tworzy urediniospory pokryte kolcami z typową, gładką częścią środkową, o ekwatorialnie zgrubiałych ścianach. Występują główkowate lub maczugowate wstawki o niezgrubiałych ścianach. Wymiary uredinospor i parafiz powinny odpowiadać wymiarom podanym poniżej,
- konwencjonalny test PCR[3].

Urediniospory są jajowate, owalne, niekiedy gruszkowate, ze zwężoną nasadą i zaokrąglonym szczytem, wewnątrz złoto-żółte. Wymiary urediniospor to (23) 26–35 (37) x 15–19 (21) μm. Ściana bezbarwna o grubości 1–1,5 μ m, u nasady powyżej 2 μm, w części ekwatorialnej grubsza [3–5 (5,5)] μm. Z wyjątkiem gładkiej części środkowej jest pokryta kolcami, część gładka zwykle obejmuje połowę do trzech czwartych powierzchni zarodnika. Wstawki główkowate, o długości do 70 μm i średnicy główki 4–6 μm. Szczyt główki prawie kulisty, o średnicy 14–17 (19) μm lub owalny, rzadziej maczugowaty, o wymiarach 18–22 × 12–16 μm. Ściany są równomiernie grube (1,5–3 μ m) lub sporadycznie nieco grubsze na szczycie (4 μm). Połączenie kształtu, rozmieszczenia kolców i grubości ścian jest charakterystyczne dla M. medusae.
Urediniospory M. medusae mają gładką część ekwatorialną, natomiast u M. larici-populina i M. allii-populina gładka jest szczytowa część urediniospor. Na osikach występują jeszcze inne gatunki (Melampsora pulcherrima, Melampsora pinitorqua, Melampsora laricis-tremulae i Melampsora magnusiana), ale u wszystkich powierzchnia urediniospor jest równomiernie pokryta kolcami, tak więc obserwacja mikroskopowa urediniospor jest wystarczająca do identyfikacji gatunku. Problemem może okazać się natomiast znalezienie kilku urediniospor M. medusae wśród dużej liczby urediniospor innych gatunków, w takim wypadku można wykorzystać metodę molekularną (test PCR).

## Występowanie i siedlisko
Melampsora medusae pochodzi z Ameryki Północnej. Po raz pierwszy gatunek ten opisał w 1878 r. Felix Thümen na liściach topoli Populus angulata w Karolinie Południowej w USA. Później patogen ten rozprzestrzenił się na inne kontynenty. W XX wieku występował już w Ameryce Południowej (Boliwia, Brazylia, Chile), Południowej Afryce (Republice Południowej Afryki, Zimbabwe), Azji (Japonia), Oceanii (Australia, Nowa Zelandia). W Europie M. medusae zaobserwowano na topolach w Belgii, Francji i Portugalii.
Żywicielem pierwszorzędnym, na którym M. medusae wytwarza teliospory są topole (Populus)  i ich mieszańce. Żywicielem drugorzędnym, na których wytwarzane są ecjospory są sosna (Pinus), modrzew (Larix) i daglezja (Pseudotsuga). W Europie jednak jak dotąd nie stwierdzono występowania M. medusae na tych drzewach.
W Polsce Melampsora medusae jest organizmem kwarantannowym, co oznacza zakaz sprowadzania sadzonek i materiału roślinnego nią zakażonego, a zakażone tym patogenem drzewa podlegają urzędowo kontrolowanemu zniszczeniu.